# Vergilhandschriften der Spätantike
Vergilhandschriften der Spätantike sind zu größeren Teilen erhaltene und in mittelalterlichen Bibliotheken überlieferte Pergamenthandschriften aus dem 4. bis 6. Jahrhundert, die  Werke des römischen Dichters P. Vergilius Maro oder Teile davon enthalten. Für die Textgeschichte und Textkritik der Werke des Dichters kommt nur einigen davon (vor allem F, M und P) herausragende Bedeutung zu. Die Bedeutung der übrigen, Zeugnissen der spätantiken Buchkultur und Buchmalerei sowie des Selbstverständnisses der spätantiken Senatsaristokratie, liegt eher im Bereich der Kunst- und Kulturgeschichte sowie der Rezeptionsgeschichte.
Vergil wurde bereits in der Antike als Klassiker bewertet und war seither nahezu ununterbrochen einer der wichtigsten Schulautoren. Er spielte außerdem eine bedeutende Rolle für das kulturelle Selbstverständnis der traditionsbewussten spätantiken Senatsaristokratie. So viele Pergamentcodices wie für keinen anderen lateinischen Autor sind daher von seinen Werken bereits aus der Spätantike erhalten geblieben, während sonst die Überlieferung zumeist nicht über das Zeitalter der Karolingischen Renovatio zurückreicht. Der repräsentative Charakter dieser Handschriften kommt unter anderem dadurch zum Ausdruck, dass sie in der für Klassikertexte üblichen Capitalis rustica, in einem Fall, dem des Vergilius Augusteus, sogar in der vor allem für öffentliche Inschriften verwendeten Capitalis quadrata geschrieben sind. Der Vergilius Vaticanus und der Vergilius Romanus sind überdies mit zahlreichen Miniaturen, wichtigen Zeugnissen der spätantiken Buchmalerei, ausgestattet.
Außer den genannten Handschriften sind aus archäologischen Fundkomplexen der Antike (1. bis 6. Jahrhundert) stammende kleinere Fragmente von bislang 35 Papyrusrollen, Papyruscodices und Pergamentcodices mit Vergiltexten sowie Schreibübungen mit Vergilversen auf Holztafeln erhalten. Ostraka oder Wachstafeln mit Vergilversen finden sich dagegen weder im Portal Trismegistos noch in Scappaticcios Liste. Mit weiteren mindestens 26 mehr oder weniger vollständig erhaltenen Codices vom 4. bis 11. Jahrhundert gehört Vergil zu den nichtchristlichen Autoren der Antike mit der größten Überlieferungsdichte im Zeitraum vom 1. bis 11. Jahrhundert.  Ein mittelalterliches Beispiel ist der Vergilius Turonensis, das umfangreichste Zeugnis der Vergilstudien der 'Karolingischen Renaissance'. Der Codex wurde im zweiten Viertel des 9. Jahrhunderts in der Schreibschule von St. Martin in Tours kopiert, sparsam annotiert und später in gelehrten Zirkeln des Westfrankenreiches ausführlich glossiert. 
Von diesen stammen aus der Spätantike (4. bis 6. Jahrhundert) folgende acht Vergilhandschriften (keine ganz vollständig) und größeren Fragmente von Vergilhandschriften (die beigefügten Siglen sind die in den Editionen gebräuchlichen; die Anordnung erfolgt in alphabetischer Reihenfolge nach den üblichen Benennungen):
- B Vergilius Ambrosianus (Mailand, Biblioteca Ambrosiana, L 120 (olim Cimel Ms. 3), eine Palimpsesthandschrift aus dem 5. Jahrhundert (nicht zu verwechseln mit dem oft ebenso bezeichneten Vergil des Petrarca Mailand, Biblioteca Ambrosiana, Ms. 79 inf., vor 1344).[3]
- A Vergilius Augusteus (Vatikanstadt, BAV, Lat. 3256 + Berlin, Staatsbibliothek, Cod. lat. fol 416), zeitweise ausgelagert nach Tübingen, Universitätsbibliothek, aus dem 6. Jahrhundert.[4]
- M Vergilius Mediceus (Florenz, Biblioteca Medicea Laurenziana, Plut. 39.01 + Vatikanstadt, BAV, lat. 3225, Codex Mediceus, fol. 76) aus dem 5. Jahrhundert.[5]
- P Vergilius Palatinus (Vatikanstadt, BAV, Palatinus, lat. 1631) aus dem 5./6. Jahrhundert.[6]
- R Vergilius Romanus (Vatikanstadt, BAV, lat. 3867) aus dem 5./6. Jahrhundert.[7]
- G Vergilius Sangallensis (St. Gallen, Stiftsbibliothek, cod. Sang. 1394) aus dem 4. Jahrhundert.[8]
- F Vergilius Vaticanus (Vatikanstadt, BAV, lat. 3225) aus dem 4. Jahrhundert.[9]
- V Vergilius Veronensis (Verona, Biblioteca capitolare 40 [olim 38]), eine Palimpsesthandschrift aus dem 5. Jahrhundert.[10]